# Dobridor, Dolj
Dobridor este un sat în comuna Moțăței din județul Dolj, Oltenia, România.
Acest cătun cu o populație de 1000–1100 de locuitori din sud-vestul României are o geografie relativ banală dar o istorie interesantă, în care faptele reale se combină cu legende și povești bizare ce se transmit din generație în generație și pe care unii autori localnici de monografii ale satului au încercat să le augmenteze cu detalii reale sau miraculoase greu verificabile1.

## Numele satului
Deși dobridorenii îi atribuie origini fabuloase (romane, hunice, gotice etc.) numele este slavon. Vine de la Dobraia Dolina (Добраиа Долина = „Vale Bună”, în chirilică), expresie folosită probabil de păstorii sârbi și sloveni care au întemeiat satul sau au poposit acolo în jurul anului 10002. Este un nume potrivit cu locul, care este o vale roditoare a unui râuleț ce curge printre două mici dealuri. Prin rotacizare 
și contaminare fonetică Dobrii Dol - foarte probabil de-a lungul secolelor XII-XIII - a devenit Dobrii-dor. Pe la 1500 însă locuitorii, care vorbeau românește, uitaseră numele slav și își numeau satul „Dobridoru lu’ Iepure”3.

## Geografia
Dobridorul este un sat mic de câmpie cu o suprafață de 2400 de hectare: 
„vatra satului” ocupă aproximativ 200 de hectare. Este așezat pe drumul care leagă comunele Moțăței și Plenița, la 34 km nord de Dunăre și de Calafat. Este străbătut de pârâul Cristalinul (sau Balasanul) care, din cauza mersului sinuos, este poreclit de localnicii olteni „Coțobâțul”. De-a lungul văii părâul dă naștere unor bălți (Balta Ticăi, Balta Fevroniei, Balta Grădinarului ș.a.) și mlaștini pline de papură, broaște și pești care vara se transformă într-un rai al gâștelor și rațelor sălbatice. Satul se află pe cele două maluri ale pârâului împărțind localnicii în „cei de neam” (foștii moșneni, boierii, neaoșii, moșierii, „oamenii-cu-stare” etc.) și „sărăntoci” (venetici, cei veniți în sat din altă parte, „străinii” etc.). Dobridorul se învecinează cu Risipiții („cei-cu-case-răsfirate”, la nord-vest, numit azi Unirea) și Moțățeii („cei-infatuați-și-puși-pe-harță”, la sud-est). Numele celor două comune din apropiere sunt porecle date de dobridoreni dijmașilor care munceau pământurile moșnenilor și boierilor din Dobridor4.
O bizarerie a regiunii constituit-o multă vreme valul uriaș de pământ și șanțul adânc cu care satul era împrejmuit - după modelul castrelor romane („vallum et fossa”) și al așezărilor rurale bizantine - și care a fost folosit de localnici de-a lungul secolelor ca tranșee și zid de apărare5. Dobridorenii numeau împrejmuirea „Tabia”, se mândreau cu impenetrabilitatea ei și îi păzeau porțile cu cetățeni plătiți de 
obște pe care îi numeau „pândari”. „Tabia” a fost distrusă odată cu colectivizarea satului de către comuniști în anii 1960-1970.
„Moșia Dobridorului” este o câmpie aluvionară care înconjoară satul circular pe o rază de aproximativ 4–5 km; este marcată și străjuită de „măguri” cu nume care de care mai uimitoare și fiecare cu legenda sa: Măgura Cerului (sau Cearângului) - spre miază-noapte; Măgura Lemnelor – spre răsărit; Măgura Lată – spre apus; Măgura Ovreiului – spre miază-zi; Măgura Săpată (sau Măgura Comorilor) - spre nord-vest; Măgura lui Ignat – spre nord; ș.a.6

## Legenda întemeierii
Dobridorenii cred că satul lor a fost întemeiat în vremuri imemoriale de doi frați oieri care se numeau Ion și Badea Lungu și care veneau dinspre miază-noapte la iernat în Câmpia Dunării7. Numele de „Lungu” ar fi fost doar o poreclă dată din cauza taliei impresionante a celor doi ciobani. Dând de „valea cea bună de păscut” oierii nordici s-ar fi decis să pună capăt transhumanței și să se sedentarizeze de-a 
lungul celor două văi mănoase ale Cristalinului. Apoi, din motive mioritice, cei doi s-ar fi certat scindând târla și moșia în părți ostile separate de pârâu. Fiecare și-ar fi luat neveste din sate apropiate întemeind familii puternice și cu descendențe fabuloase. Ulterior neamurile s-ar fi reconciliat și descendenții de la al patrulea rang s-ar fi căsătorit între ei reconfigurând un clan unitar. Astfel încât din cei doi frați Ion și Badea Lungu ar fi descins apoi toate neamurile de moșneni din Dobridor: Lunguleștii, Măgurenii, Negrețeștii, Dinuleștii, Zamfireștii, Marineștii ș.a. Mai mult, încă de pe la sfârșitul secolului al XIX-lea  dobridorenii se considerau, cu convingere, a fi toți rude mai mult sau mai puțin apropiate.
Legenda se bazează pe o realitate certă, atestată documentar, care nu are însă deloc vechimea invocată de dobridoreni.

## Istoria reală
Faptul respectiv s-a produs, în realitate, abia în secolul al XVIII-lea. Într-adevăr cei doi frați Lungulești au poposit în trashumanță pe malurile Cristalinului pe la 1620 și au cumpărat de la succesorii târzii ai boierilor Minea și Iepure două moșii aflate acolo. Nu se știe cum au intrat în posesia satului scindat acești succesori. Dar ei erau puternici, respectați și foarte apropiați de scaunele domnești. Erau vestiții Frați Buzești8. Ei stăpâneau ocinile dobridorene pe bază de documente voievodale emise de Radu de la Afumați (1522-1523; 1525-1529), Vlad Înecatul (1530-1531), Radu Paisie Călugărul (1535-1545), și Pătrașcu Vodă (1554-1557) și întărite de Mihnea Turcitul la 9 mai 15819. Cele două moșii se mai numeau încă „Dobridoru’ lui Minea” și „Dobridoru’ lui Iepure”. Dar nu mai erau demult ale 
acestor boieri. Ceea ce dovedește, încă odată în plus, că satul avea deja o istorie îndelungată, mult mai veche decât legenda.
Cercetările arheologice au dovedit într-adevăr că pământul de la Dobridor era locuit încă din Antichitatea târzie. Cea mai certă dovadă o constituie Tezaurul de la Dobridor alcătuit din monede romane emise de împărații Antoninus Pius (138-161), Commodus (175-192), Caracalla (211-217), Gordianus (158-238) ș.a. 10. Tezaurul a fost descoperit întâmplător în 1932 de țăranul dobridorean Fănică Abagiu pe Dealul Coțobâțului și studiat apoi de arheologul Constantin Nicolaescu-Plopșor11. Comori similare s-au găsit și în satele apropiate – Moțăței, Hunia, Desa, Cetatea, Ciuperceni, Bârca, Vârtop ș.a.12 - ceea ce evidențiază că retragerea aureliană a romanilor din Dacia în 271 a fost dramatică. Este foarte plauzibil ca romanii care se retrăgeau să fi dorit să 
plece cu aceste mici tezaure și agoniseli ale celor care nu mai voiau să se întoarcă la Roma. Pentru a-și proteja micile avuții, romanii rămași și amestecați cu băștinașii traco-daci le ascundeau la marginea castrelor și a așezărilor fortificate. Așa s-a întâmplat, foarte probabil, și la Dobridor. C. Nicolaescu-Plopșor a găsit urme de locuințe daco-romane la Moțăței la Măgura Zarafului de pe Valea Coțobâțului care se află la numai 
0,5 km de vatra satului Dobridor13.
Este posibil ca așezarea de la Dobridor să fie însă chiar mai veche decât sălășuirea romano-dacică. Aproximativ în același spațiu geografic săpături întâmplătoare au scos la iveală monezi care provin din secolul V î.Chr.: o decadrahmă siracuzană de 44 de grame care ar putea proveni de la o locuință geto-dacă aflată în partea nordică a Tabiei, alte monezi din aceeași veac escavate fortuit chiar spre centrul satului14.
Nu se știe mai nimic despre felul în care așezarea a reușit să dăinuie de-a lungul năvălirilor barbare. Pare probabil ca goții15, gepizii16 și hunii17 să fi trecut și prin Dobridor din moment ce există dovezi materiale că au trecut prin localități foarte apropiate precum Hunia, Cetate, Castrele Traiane, Plenița și Maglavit. Dar nu au lăsat urme. E greu, de asemenea de identificat cu claritate influențe cumane18 și pecenege19.
Dovezile scrise apar abia în 1587 odată cu actul emis de Mihnea Voievod 20 pentru Frații Buzești21. Rolul important jucat de aceștia în timpul războaielor urmașului lui Mihnea la tronul Țării Românești, Mihai Viteazu, s-a răsfrânt asupra Dobridorului. Înfrângerea și moartea marelui voievod a atras nenorociri și Fraților Buzești ale căror moșii au început să fie jinduite de noii domni. 
În 1620 Preda Buzescu a fost nevoit să vândă moșia Dobridorului. Nu se știe clar cui a vândut-o. Se pare că a intrat pe mâna unui turc bogat care a ajuns ban al Craiovei, un anume Geanoglu22. Dar fiica lui Geanoglu s-a căsătorit cu boierul craiovean Obedeanu aducând ca zestre moșia Dobridorului. E posibil ca frații Ion și Badea Lungu să fi dobândit moșia nu de la Geanoglu, ci de la Obedeanu, căci numele 
turcului valahizat nu a lăsat dobridorenilor nici o amintire. Nu este însă exclus ca frații Lungu să o fi cumpărat chiar de la Preda Buzescu23.

## Cutumele
Istoria ulterioară a satului este lipsită de evenimente dramatice, spectaculoase. Dar tocmai această petrecere ternă, liniștită și prosperă a vieții pe Valea Bună de-a lungul anilor a cristalizat impresia pregnantă a locuitorilor și a trecătorilor că Dobridorul este un spațiu edenic anistoric, etern chiar24. Dobridorenii își cultivau pașnic pamântul, extrem de roditor, singuri sau  ajutați de dijmași. S-a 
constituit o comunitate semi-închisă autarhică și mândră de țărani care nutreau credința că sunt de stirpe înaltă și că nu trebuie să se „amestece” cu locuitorii din satele învecinate pe care îi tratau „de sus”, cu superioară îngăduință sau chiar cu dispreț. Este semnificativ faptul că dobridorenii au refuzat programatic să participe la mișcări sociale. (În 1907 au folosit Tabia pentru a apăra liniștea cătunului de „moțățăienii” și „risipicenii” răsculați care amenințau să dea foc conacelor din Dobridor.)
O etică sui-generis alcătuită din cutume severe și controlată prin  teama de „gura satului” întreținea relații interumane de o moralitate excepțională. Țăranii din satele învecinate recunoșteau acestă moralitate aparte și vorbeau cu admirație despre „cinstea dobridorenilor”. Valoarea fundamentală era, întradevăr, „cinstea” – noțiune care desemna sintetic aproape toate normele unei conduite ireproșabile în orice 
situație de viață. Vreme de peste două veacuri la Dobridor nu s-a furat deloc și nu s-au produs decât, accidental, vreo două-trei crime. Adulterul, pierderea fecioriei înainte de căsătorie și profanarea mormintelor erau pedepsite cumplit: vinovații erau alungați definitiv din comunitate. În afară de „rușinea de a a ajunge în gura satului” acționa „spaima de a ajunge de râsul lumii”. Ironiile, bășcălia, batjocura 
și satira veninoasă adresată celor care încălcau vreo cutumă domestică erau chiar mai eficiente decât moralitatea pioasă. Astfel încât erau preferabile „bunul simț”, respectul, onestitatea și mândria de a fi considerat „om-de-cuvânt” și „om-ca-lumea”. Ele păreau a fundamenta - pentru orice moșnean care își educa și își creștea  copiii strict pe baza lor - o condiție paradisiacă inextricabilă și certă25. 
Această iluzie seculară s-a spulberat brusc în anii 1950-1960 când regimul comunist a decis colectivizarea satului. Sătenii s-au opus cu îndârjire dar represiunea a fost extrem de violentă și totală. Mulți dobridoreni au pierit în închisorile comuniste, alții s-au sinucis, alții au părăsit satul. Ulterior s-au destrămat toate cutumele și morala proverbială a dobridorenilor a dispărut. După decembrie 1989 s-a încercat cu 
timiditate reînnodarea tradițiilor culturale cu mijloace noi.26

## „Marile familii”
Unul dintre monografii Dobridorului, incitat de opinia unanimă a sătenilor că se trag toți din „vița nobilă” a Fraților Lungulești, a verificat improbabila ipoteză27.
Genealogiile celor mai importante familii – Lunguleștii, Măgurenii, Negrețeștii, Popeștii, Dinuleștii, Zamfireștii ș.a. – au putut fi reconstituite foarte precis pe bază de documente. Acestora li s-a putut adăuga obiceiul bizar al dobridorenilor de a-și numi consătenii înșirând ascendențe fabuloase care fixează riguros proveniența paternă și/sau maternă a fiecăruia. De exemplu nonagenarul Constantin Negreț (n. 1919) este numit în sat „Costică a lu’ Grigorie Negreț, zis Ghigu, al Floricăi lu’ Dincă Negrețu al lu’ Dinu  Negrețu care era frate cu Mira și erau amândoi ai lu’ Stoica copilul al mic al lu’ Badea Lungu”28! O sursă la fel de precisă – cimitirul vechi al Dobridorului cu crucile sale pline de inscripții lungi comemorative – confirmă neobișnuita ipoteză. Intradevăr, „marile familii” dobridorene au aceiași ancestori: cei doi ciobani din secolul XVII.
De aceea descendenții actuali se consideră încă „de neam mare”. Această expresie conotează automat ideea că moșii și strămoșii lor au fost cu toții bogați și că au trăit fericiți în prosperitate deplină, în lux chiar. Totuși doar patru-cinci case frumoase - cândva somptuoase, actualmente părăginite – atestă  astăzi o anumită opulență rustică a câtorva moșieri. Dobridorenii nu acceptă însă decât cu dificultate că antecesorii lor ar fi putut trăi cândva în condiții precare. De exemplu, neagă cu vehemență faptul că majoritatea străbunilor, până la jumătatea secolului al XVIII-lea, nu locuiau în vile și conace, ci în bordeie – deși faptul este dovedit. Chiar și prima biserică a dobridorenilor era o 
încăpere subterană cu altar improvizat și mai multe camere29. Dobridorenii nu au început să-și ridice case trainice decât pe la sfârșitul secolului al XVIII-lea - și nu toți, căci la începutul secolului al XX-lea unii „venetici” mai trăiau încă în bordeie30.
Această mentalitate nu putea să nu atragă reacții negative. Țăranii din satele învecinate – mai ales cei de la Moțăței și Risipiți – îi ironizează adesea: „La Dobridor toți se cred boieri dar mulți n-au nici după ce să bea apă!”

## „Eroi”, persoane, personalități
Dobridorenii se mândresc nu numai cu „marile familii”, ci și cu diverși „eroi”, cu 
„oameni-ca-lumea” și cu „oameni-de-seamă”.
„Eroii” nu sunt neapărat cei ale căror nume sunt înscrise pe „monumentul cu vultur regal” 
ridicat în mijlocul satului pentru comemorarea  celor căzuți la datorie în primul război 
mondial. Mai degrabă sunt considerați „eroi” câțiva „hâtri ai satului” care au marcat 
memoria colectivă prin conduită bizară, fapte haioase, „întâmplări de pomină” și/sau 
replici memorabile. Toți au purtat porecle sugestive: Țăpuș, Oțăt, Codiță, Făsuianca, 
Pârciu etc. Cel mai ilustru pare a fi fost zeflemistul Oțăt care practica un fel de 
eironeia socratică (așa-zisa  „bășcălie a lui Oțăt”) care nu ierta nici o prostie. 
(A îndrăznit să o folosească în toate împrejurările și pe seama oricui, inclusiv pe seama 
securiștilor care îl arestaseră pentru că refuza să se înscrie colectiva agricolă: și-a 
gonit cu mare tam-tam câinele din ogradă beștelindu-l zgomotos pentru  că ar fi „un 
nenorocit de exploatator capitalist care n-a studiat pe Marx și Engels și nu-l respectă 
pe Tătucul Stalin”!). Însă „tot nașul are naș”. La doljeni nu se mai văzuseră decât vaci 
albe. Un alt hâtru, Codiță, băgând de seamă că Oțăt are boi roșii, cumpărați de la 
vâlcenii care făceau comerț cu oțet de mere, a pretins că zeflemistul s-a făcut negustor 
de oțet și ori de câte ori îl întâlnea începea să strige către consăteni prefăcându-se a-i 
anunța să vină să cumpere prețiosul acid acetic; sătenii se buluceau de îndată, însă 
descoperind păcăleala și amintindu-și răutățile trecute ale lui Oțăt, găseau un bun prilej 
de răzbunare copleșindu-l cu sudălmi pe zeflemitorul devenit victimă publică31.
„Oamenii-ca-lumea” sunt, de fapt, dobridoreni de mare onestitate, harnici, uneori 
studioși și evlavioși, câteodată iluștri într-o meserie sau profesie lucrativă. Sunt 
respectați de tot satul și scutiți de porecle defăimătoare. Prenumelor diminutivate ale 
acestora li se atașează un supranume legat de munca pe care o realizează exemplar. 
Celelalte trăsături de caracter sau eventuale defecte fizice sunt anulate de calitatea 
princeps. Așa sunt Mitiță Cântărețul, Vică Cizmarul, Mărinaș Croitorul, Ionică Grădinarul, 
Ionel Tâmplarul, Gică Crucierul, Costică Gestionarul, Dică Ciobanul, Nea Dan Învățătorul, 
Cobârloi Lăutarul, Gheorghiță Brândușoi Fierarul etc.
„Oamenii-de-seamă” sunt personalități autentice, considerate „mândri fii ai satului”; 
adică persoane neaoșe care „s-au dus în Lume”, unde au realizat o carieră excepțională, 
într-un domeniu sau altul și care, mai apoi, „fac mare cinste neamului și satului”. 
Dobridorenii îi prețuiesc aproape cu evlavie și au tendința de a se făli cu eventuale 
relații de rudenie sau de prietenie strânsă cu ei. După aprecierile 
monografilor32, cele mai proieminente astfel de personalități din 
Dobridor, recunoscute unanim de consăteni (și cunoscute, desigur, pe plan național și 
internațional) sunt muzicologul Nicolae Lungu33, filosoful-poet Ilariu 
Dobridor34, generalul Petre Dumitrescu35, lingvistul 
Gheorghe Constantinescu-Dobridor36 și psihopedagogul Ion 
Negreț-Dobridor37.

## Legende, basme, brașoave
Dobridorenii au amestecat întotdeauna adevărul cu ficțiunea creând un ontos rustic 
sui-generis marcat de realism magic și miraculos: ei relatează întotdeauna orice 
întâmplare exagerând faptele, subiectivizând împrejurările, hiperbolizând pretinsele 
consecințe faste sau nefaste, atribuindu-și întotdeauna roluri eroice; sunt predispuși să 
inventeze fapte care nu s-au produs, să scornească pățanii ireale, să profetizeze 
catastrofe, să prorocească evenimente fericite, să fantazeze aproape despre orice. Trecutul
este „înfrumusețat” iar viitorul este proactiv augmentat ca negativ sau pozitiv. Pe scurt, 
ei practică o mitomanie benignă menită să corecteze imaginar realități neconvenabile sau 
dubioase. Așa au luat naștere tot felul de „legende”, „basme” și „brașoave”.
„Legendele” au la origine o întâmplare reală, adesea banală, care este relatată peste 
măsură de exagerat. Se povestește în sat, de exemplu, despre „marea bătălie în care a murit 
Minescu”. Minescu, pesonaj real, este prezentat ca un vajnic erou războinic semănând cu 
vikingii. In realitate, era un adolescent înalt de statură, inteligent și cultivat, dar 
foarte arțăgos - ceea ce i-a atras renume de „mare bătăuș”. Intr-o noapte acesta a stârnit 
un scandal la crâșmă și a urmat o confruntare violentă cu doi consăteni care l-au 
înjunghiat mortal. Bătrânii – mai ales babele - din Dobridor povestesc însă nefericita 
crimă deformat, adăugând amănunte neverosimile (intervenția unor ființe nocturne malefice, 
o „vraja rea” care ar fi precedat și predestinat confruntarea etc.) și atribuindu-i 
proporții de întâmplare apocaliptică.
„Basmele” sunt simple scorniri, fără substrat real, dar cu intenții moralizatoare și 
sapiențiale. Sunt „creații” aproape gratuite care înlocuiesc parțial aplecarea spre 
meditație a celor care au intrat în senectute. Bătrânii dobridoreni imaginează povești 
miraculoase și parabole parenetice pentru a explica celor mai tineri probleme de viață și 
de moarte. De obicei, acestea au un conținut mistic și se instituie în continuitate cu 
cunoștințele minime de religie creștin-ortodoxă - pe care bătrânii le asimilează la 
slujbele religioase care au loc regulat în Biserica „Sf. Nicolae” - la care  adaugă 
experiențe și trăiri proprii ce se doresc împărtășite exemplar. Basmele dobridorenilor 
„întregesc” așadar miturile biblice legate de Geneză, de Păcatul Originar, de Răstignire, 
de „a doua venire a lui Iisus” etc. prin adăugiri personale, adesea foarte originale și 
neconforme cu textul biblic, pe care însă îl folosesc subtil pentru a-și augmenta mesajele 
moralizatoare. Este posibil ca această tendință să fi fost alimentată și de „fenomenul 
Petrache Lupu” care s-a consumat, cu mare răsunet, în anii '30-'50 la Hunia și Maglavit 
(comune aflate la numai 10 kilometri de Dobridor).38. 
„Brașoavele” sunt relatări trăsnite și insidioase prezentate, cu seriozitate, ca fapte 
reale de către dobridoreni ironici și/sau mitomani. Ei inventează presupuse „întâmplări de 
pomină” pe care le prezintă consătenilor ca autentice, mizând pe prostia și credulitatea 
lor. De regulă, bășcălia fină este descoperită și autorul pedepsit exemplar. (S-a 
întâmplat adesea ca unii autori de „brașoave” să încaseze chelfăneli zdravene!) Alteori 
„brașoavele” sunt simple minciuni gratuite – unele atât de gogonate încât au intrat în 
memoria colectivă a satului. În sat există un întreg neam supranumit „Ai lui Minciună”, cu 
ascendență în Badea Lungu39. Cel mai notoriu mitoman din Dobridor era însă 
din alt neam. Acesta era considerat Mărin Pătrașcu  („Mărin Mincinosu”). Lui i se datorează
„cea mai mare minciună care s-a auzit vreodată la Dobridor”, numită „Porcul-în-gutui”: Se 
spune că într-o zi Mărin Pătrașcu a venit „în vale” (centrul cătunului, unde se adună 
zilnic cei care nu au nimic altceva de făcut) mimând o mare îngrijorare. Interogat cu 
privire la pricina spaimei, el a răspuns că se teme că gutuiul său cel „mare și aplecat” 
este pe cale să se dărâme din cauza unui porc al său devenit imens care crescuse de mic 
împreună cu găinile și se obișnuise a se culca noaptea alături ele în vârful prețiosului 
pom fructifer. Se pare că, din cauza aceste minciuni, mitomanului i s-a interzis de către 
comunitate „să mai calce vreodată prin vale”40.
La o privire superficială s-ar părea că practica brașoavelor este patologică. În realitate,
mitomanii dobridoreni sunt oameni foarte normali și cu simțul umorului mai dezvoltat dacât 
poate admite o comunitate patriarhală. Ei se amuză testând naivitatea și prostia semenilor 
dar metoda este riscantă pentru că, în genere, țăranii olteni sunt isteți și greu de 
păcălit cu brașoave.